# Гирдир Элиассон
Гирдир Элиассон (исл. Gyrðir Elíasson; род. 4 апреля 1961, Рейкьявик, Исландия) — исландский писатель и переводчик.

## Жизнь и литературная карьера
Гирдир Элиассон родился в Рейкьявике, но детство провел в Сёйдауркроукюре, небольшом городе в северной части страны. В 1982 году окончил гимназию Сёйдаркроукюра. Во время учёбы в университете начал писать стихи. Его первая книга, сборник стихов под названием Svarthvít axlabönd (Черно-белые подтяжки), была опубликована в 1983 году.
Гирдир также начал переводить на исландский язык произведения зарубежных авторов, считая обязанностью исландских писателей приложить руку к переводам. Среди его переводов - четыре книги Ричарда Бротигана, а также произведения о коренных народах Америки.
Гирдир является автором десяти сборников стихов и семи романов. Его стиль признают «очень личным». Гирдир Элиассон живёт в Рейкьявике, женат, имеет троих детей.

## Награды
В 2011 году Гирдир стал лауреатом престижной литературной премии Северного совета за сборник рассказов Milli trjánna (Между деревьями). В 2000 году его сборник Желтый дом был награждён Исландской литературной премией и премией Халльдоура Лакснесса по литературе.

## Произведения
Работы, переведенные на английский язык:
- The Wandering Squirrel (Gangandi íkorni — «Блуждающая белка») (роман)
- The Book of Sandá River (Sandárbókin — «Книга реки Санда») (роман)
- Stone Tree («Steintré» — «Каменное дерево») (рассказы, 2003)
- A Few General Remarks on the Cooling of the Sun (Nokkur almenn orð um kulnun sólar — «Несколько общих замечаний об охлаждении Солнца») (поэзия)

Переводы на исландский
- «The Education of Little Tree» роман Форреста Картера (На исландском: «Uppvöxtur Litla Trés»).